# Aeroportul Municipal Ardmore
Aeroportul Municipal Ardmore (IATA: ADM, ICAO: KADM, FAA LID: ADM) este un aeroport din Oklahoma, Statele Unite ale Americii ce deservește zona Ardmore⁠(d). Aeroportul a fost tranzitat în 2019 de 4 pasageri. A fost numit după zona deservită.
Situat la o altitudine de 237 m, aeroportul dispune de 2 piste.

## Infrastructură

### Piste
Aeroportul dispune de 2 piste. Pista 13/31 are suprafața de beton și dimensiunile 9.002 picioare × 150 picioare. Pista 17/35 are suprafața de asfalt și dimensiunile 5.404 picioare × 100 picioare. 